# Clickbait
Clickbait je izraz pejorativnog karaktera, kojim se opisuju senzacionalistički naslovi članaka koji čitateljima web portala navodno nude ekskluzivan ili nesvakidašnji sadržaj. Izraz je složenica engleskih riječi click (klik) i bait (mamac). Clickbait naslovi najčešće pokušavaju iskoristiti "rupe u znatiželji", pružajući dovoljno informacija da se potakne znatiželja, ali nedovoljno da se ispuni dok se ne otvori poveznica na odabrani sadržaj. Najčešći primjeri clickbait naslova su "nećete vjerovati ovome", "ovo morate vidjeti", "ono što se dogodilo sljedeće će vas šokirati" i sl.
Njegova je svrha privući što više pojedinačnih posjetitelja na portal, čime se utječe na njegovo bolje rangiranje te posljedično višu cijenu oglasnog prostora i privlačenje većeg broja oglašivača. No često imaju i negativne posljedice, čitatelji se osjećaju prevarenima za informacije koje nisu dobili, te portali gube na vjerodostojnosti i vjernosti svojih čitatelja.
Iz povijesne perpektive, može se smatrati razvojnim oblikom žutog tiska koji se koncentrira na senzacionalizam, skandale te preuveličavanje i nestručno prenošenje vijesti radi povećanja prodaje.